# Ono Takashi
Takashi Ono (sinh ngày 4 tháng 7 năm 1979) là một cầu thủ bóng đá người Nhật Bản.

## Sự nghiệp câu lạc bộ
Takashi Ono đã từng chơi cho Ventforet Kofu.